# Insula leproșilor
Insula leproșilor (Spinalonga) este o insulă în sudul Greciei și al doilea cel mai vizitat obiectiv turistic din Creta.
Este ultima colonie europeană de leproși. Ea nu mai are o populație permanentă.

## Insula înainte de secolul XIX
În secolul IV insula a fost cucerită de bizantini, mai apoi de sarazini, ca în anul 1200 să treacă sub stăpânirea venețienilor. Ei sunt cei care construit o fortăreață care era de necucerit. Au apărat Creta câțiva zeci de ani de invazia otomană instalând tunuri dar și un întreg arsenal de arme.
In 1715 Venețienii au pierdut insula in favoarea otomanilor.
După războiul balcanic din ani 1912-13, insula revine statului Cretan.

## Insula in secolul XIX
În 1904, insula este transformată în "colonie pentru leproși" sau "o insulă a tăcerii".
Primii oameni au fost aduși din Creta, aproximativ 200 de persoane, cu timpul, insula a devenit domiciliul forțat pentru toți leproși din Grecia. Mii de oameni au fost considerați "impuri" din cauza bacteriei care le devora carnea. În trecut, se credea că boala putea fi transmisă prin contactul unui obiect.
Fostele ruine ale spitalului străjuiesc din cel mai înalt loc al insulei, unde era loc al gemetelor si al mirosurilor insuportabile. A fost construit pe o altitudine mare pentru ca vântul sa împrăștie mirosul de carne putrezită.
Ameliorare nu exista, și doar părțile din corp care începeau să putrezească erau tăiate. Prizonierii (locuitorii insulei) și-au ridicat case și au refăcut cele ridicate in timpul ocupației otomane. Documente vechi spun că pe insulă s-au născut 72 de copii, 44 dintre ei au murit.
Bolnavii au încercat să evadeze, dar au fost prinși de fiecare dată.
Înainte să fie părăsită insula, ea era condusă de un guvernator. Bolnavii beneficiau și de servicii ale 6 medici și unui preot.
In 1957, insula a fost părăsită, bolnavii au fost duși într-un spital din Atena.

## Insula în prezent
Astăzi, insula este o destinație populară printre turiștii care își doresc să facă o incursiune în istorie. Se poate vizita doar două-trei ore pe zi, străzile sunt înguste, casele sunt făcute din piatră și ruinele cetății venețiene indică faptul că pe vremuri a fost un important punct de apărare. Insula poate fi vizitată, pentru o taxă de 20 de Euro.